# Лопес Родригес, Адриан
Адриан Лопес Родригес, также известный как Писку (25 февраля 1987, Пуэнтес-де-Гарсия-Родригес) — испанский футболист, защитник.

## Клубная карьера

### «Депортиво»
Лопес родился в городе Пуэнтес-де-Гарсия-Родригес, Ла-Корунья. Пройдя все ступени академии «Депортиво Ла-Корунья», он провёл свои первые два профессиональных сезона с дублем. В сезоне 2007/08 благодаря травме основного игрока Альберто Лопо он сыграл 15 матчей в Ла Лиге за первую команду, дебют состоялся 30 сентября 2007 года в матче против «Эспаньола», где «Депортиво» потерпело поражение с минимальным счётом.
Начиная с 22 февраля 2009 года его снова начали подпускать к основному составу, Писку забил свой первый гол за клуб, в домашнем матче против «Валенсии», завершившемся вничью 1:1. Он закончил сезон, имея в активе восемь матчей.

### «Уиган Атлетик»
Летом 2010 года «Депортиво» в одностороннем порядке продлило контракт с Писку и держало игрока в клубе до июня 2011 года. Так как Писку лично не подписывал контракт, он считал себя свободным агентом и не посещал тренировки клуба. В ожидании решения спора по контракту от ФИФА он тренировался с клубом Премьер-лиги, «Уиган Атлетик», ФИФА в конечном итоге постановила, что он был свободным агентом и ему было позволено присоединиться к другой команде.
31 декабря 2010 года Писку в конечном счёте присоединился к «латикс» на правах свободного агента, подписав краткосрочный контракт до конца сезона 2010/11. Он дебютировал за клуб 8 января 2011 года в игре кубка Англии против «Халл Сити», его команда одержала волевую победу 3:2. 5 марта он впервые сыграл в чемпионате, в гостях «Уиган» потерпел поражение с минимальным счётом от «Манчестер Сити».
Лопес в общей сложности сыграл в четырёх матчах за «Уиган» в его первый год с клубом и в начале августа 2011 года продлил контракт ещё на два года. Он ушёл из команды в конце 2012/13 сезона по причине вылета «Уигана» из элиты, всего Писку провёл 19 официальных матчей за клуб.

### «Монреаль Импакт»
26 июля 2013 года Лопес подписал контракт с клубом MLS «Монреаль Импакт», сумма сделки не разглашалась. Он дебютировал 21 августа в матче Лиги чемпионов КОНКАКАФ против гватемальского «Эредия Хагуарес де Петен», который завершился поражением с минимальным счётом, а сам Писку был удалён за фол против Чарльза Кордовы. Кроме того, он пропустил сезон из-за разрыва передней крестообразной связки в правом колене во время тренировки.

### Дания
Лопес провёл сезон 2015/16 в Датской Суперлиге, сыграв пять матчей за «Орхус», он покинул клуб в начале мая 2016 года. В следующем году он остался в стране, но перешёл в Первый дивизион, подписав контракт с «Фредерисией».

## Достижения
«Уиган Атлетик»
- Кубок Англии: 2012/13

«Монреаль Импакт»
- Первенство Канады: 2014